# Uthleben
Uthleben ist ein Ortsteil der Landgemeinde Stadt Heringen/Helme im Landkreis Nordhausen in Thüringen. Der Bürgermeister ist seit 2014 Frank Steiner.

## Geografie
Die Ortschaft liegt in der Goldenen Aue zwischen den Ausläufern des Südharzes und dem Höhenzug der Windleite am Ende des Kyffhäusergebirges. Die Helme fließt am Nordrand des Ortes.

## Geschichte

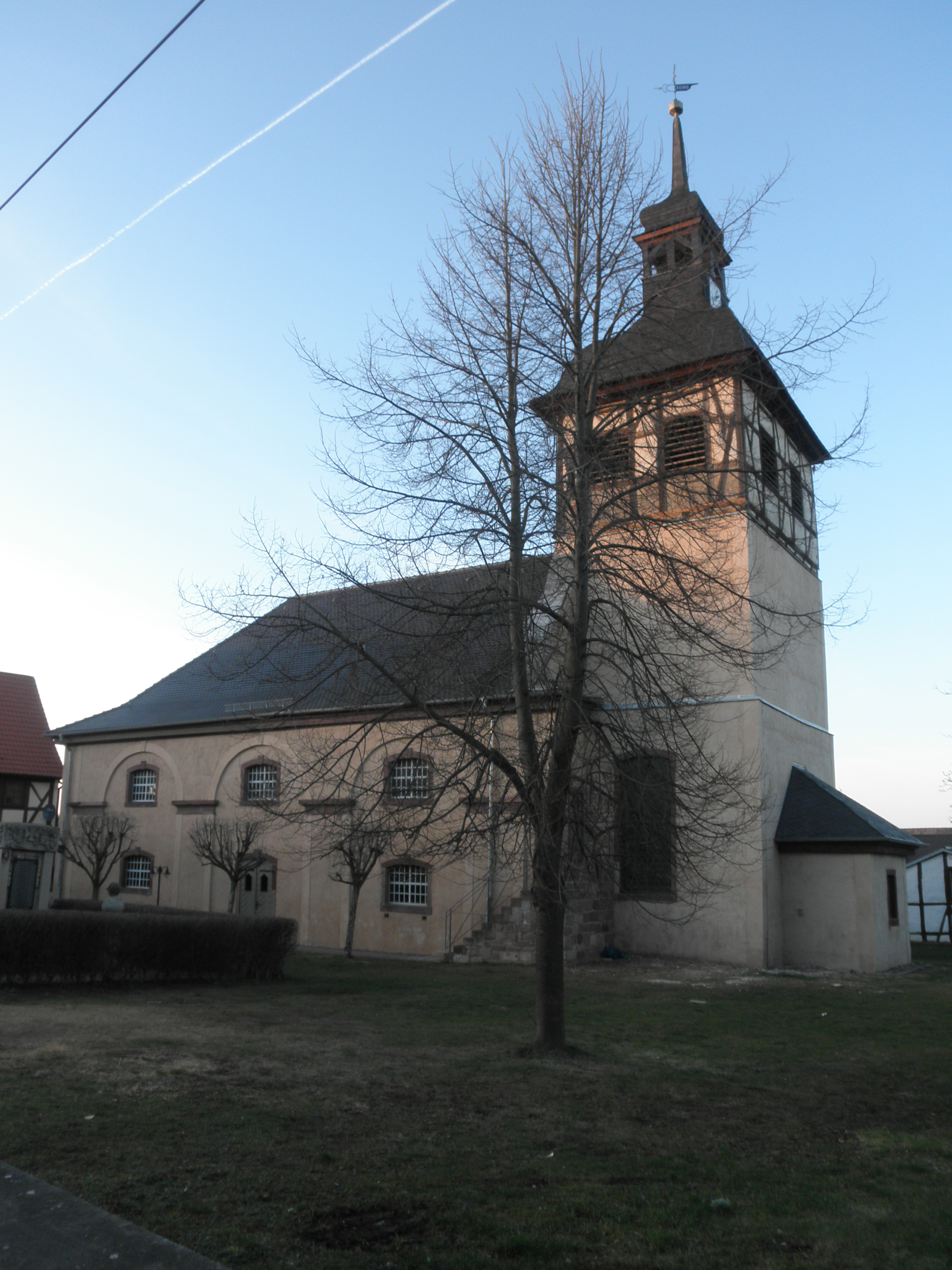
Kirche St. Petrus (bei Sonnenuntergang)

Die Ortslage Uthleben ist seit der Jungsteinzeit bis in die germanische Zeit durchgehend besiedelt. Ein gleichnamiges Rittergeschlecht „von Uthleben“ entstammte dem Ort. Später waren hier verschiedene Adelsfamilien, wie die von Bendeleben, von Byla, von Rosenau, von Schlotheim und von Sundhausen begütert.
Beim Bau der benachbarten Erdgas-Hochdruckleitung wurden unter anderem ein Hortfund von Schmuckstücken aus der späten Bronzezeit, eine keltische Goldmünze und ein römischer Silberdenar ausgegraben.
Am 31. Mai 1906 wurde der Ort von einem sehr schweren Tornado der Stärke F3–F4 getroffen.
Zum 1. Dezember 2010 schlossen sich die Stadt Heringen/Helme sowie die Gemeinden Auleben, Hamma, Uthleben und Windehausen zur Landgemeinde Heringen/Helme zusammen. Die Verwaltungsgemeinschaft Goldene Aue wurde gleichzeitig aufgelöst.

## Kultur und Sehenswürdigkeiten
- Dorfkirche St. Petrus (Uthleben)

### Denkmale
Grabdenkmale auf dem Friedhof erinnern an drei Kriegsgefangene aus der Sowjetunion und an einen KZ-Häftling aus Frankreich, die während des Zweiten Weltkrieges durch Zwangsarbeit ums Leben kamen. Kriegsgefangene und Zwangsarbeiter aus mehreren Ländern wurden auf dem Gut Berbisleben und beim Unternehmen Schreiber & Sohn eingesetzt.

## Persönlichkeiten
- Georg Hacke (* 30. August 1626 in Uthleben; † 12. April 1684 in Hamburg), lutherischer Theologe
- Christian Friedrich von Byla (getauft am 12. August 1704  in  Uthleben; †  31. Januar 1775 in Ellrich), preußischer Oberforstmeister
- Carl Christian von Schlotheim (* 6. August 1739 in Uthleben; † 10. Juni 1804 in Uthleben), schwarzburgischer Amtshauptmann und Rittergutsbesitzer
- Ludwig von Schlotheim (* 22. August 1818 in Sondershausen; † 7. April 1889 in Kassel), preußischer General der Kavallerie, wuchs in Uthleben auf
- Christian Karl von Byla (* 29. Mai 1857 in Uthleben; † 15. April 1933 ebenda), Verwaltungsjurist und Landrat